# 長期資金
長期資金（ちょうきしきん）とは経営学用語の一つ。これは企業が経営されるにおいて投下される資金であるが、それの回収のために長期を要するようなもののことを言う。普通は一年以上の長期ということになっている。長期資金が充てられている部門は、設備投資や長期運転資金などである。